# Venta
Venta (nemško Windau, poljsko Windawa, livonsko Vǟnta joug) je reka, ki izvira na severozahodu Litve in teče proti severu, preko pokrajine Kurlandije na zahodu Latvije do izliva v Baltsko morje pri kraju Ventspils. Približno tretjina porečja je v Litvi, preostali dve tretjini pa na ozemlju Latvije. Najdaljši pritok je Abava. Njen pretok ima letno dva viška: spomladanskega zaradi taljenja snega in jesenskega zaradi večje količine padavin v tem letnem času.
Del doline zgornjega toka Vente v Litvi je zavarovan kot regijski park; njegova največja znamenitost je geološki naravni spomenik pri kraju Papilė s kamninami iz jure, bogatimi s fosili.